# Senna gaudichaudii
Senna gaudichaudii är en ärtväxtart som först beskrevs av William Jackson Hooker och George Arnott Walker Arnott, och fick sitt nu gällande namn av Howard Samuel Irwin och Rupert Charles Barneby. Senna gaudichaudii ingår i släktet sennor, och familjen ärtväxter. Inga underarter finns listade i Catalogue of Life.

## Bildgalleri

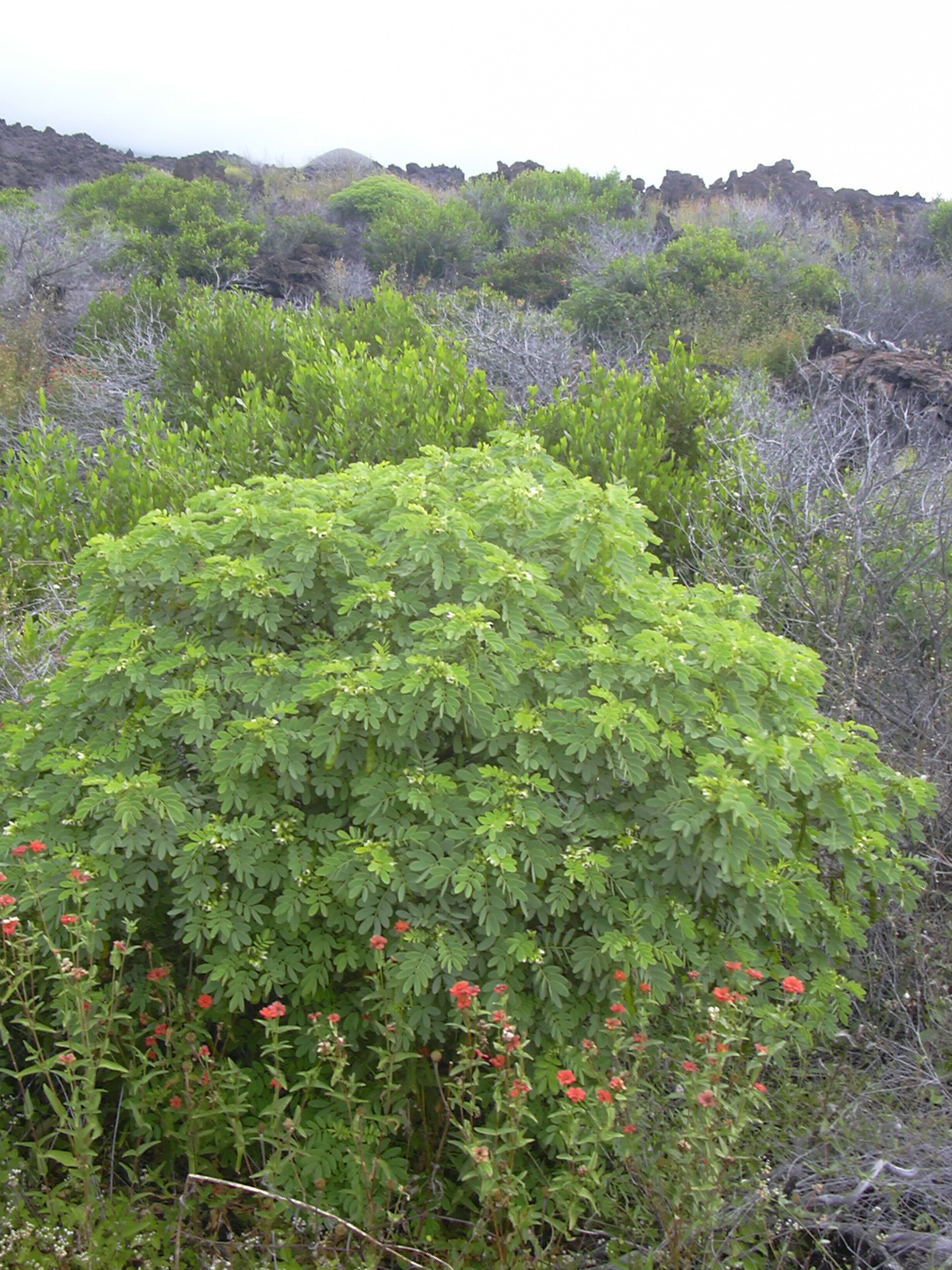
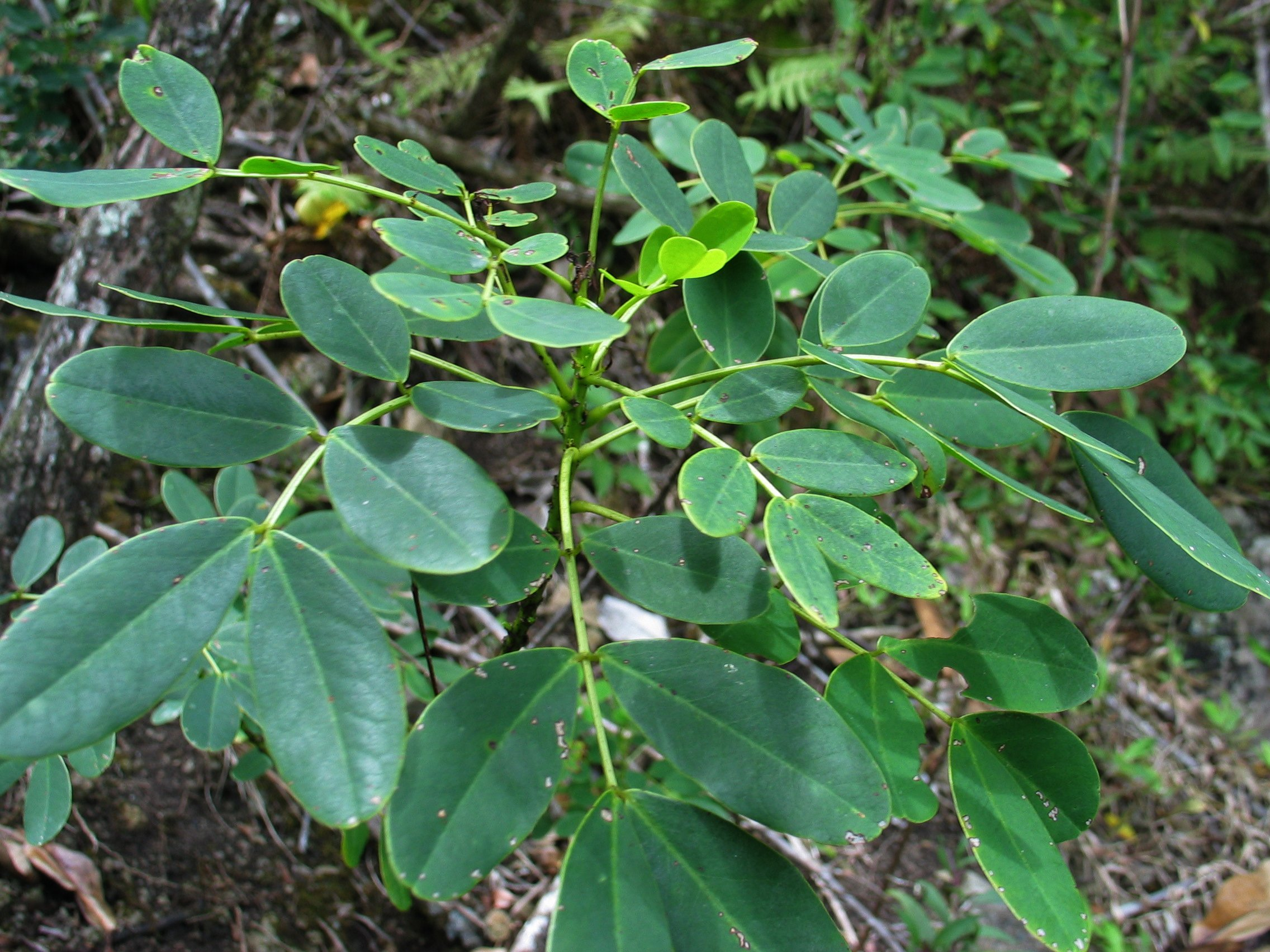
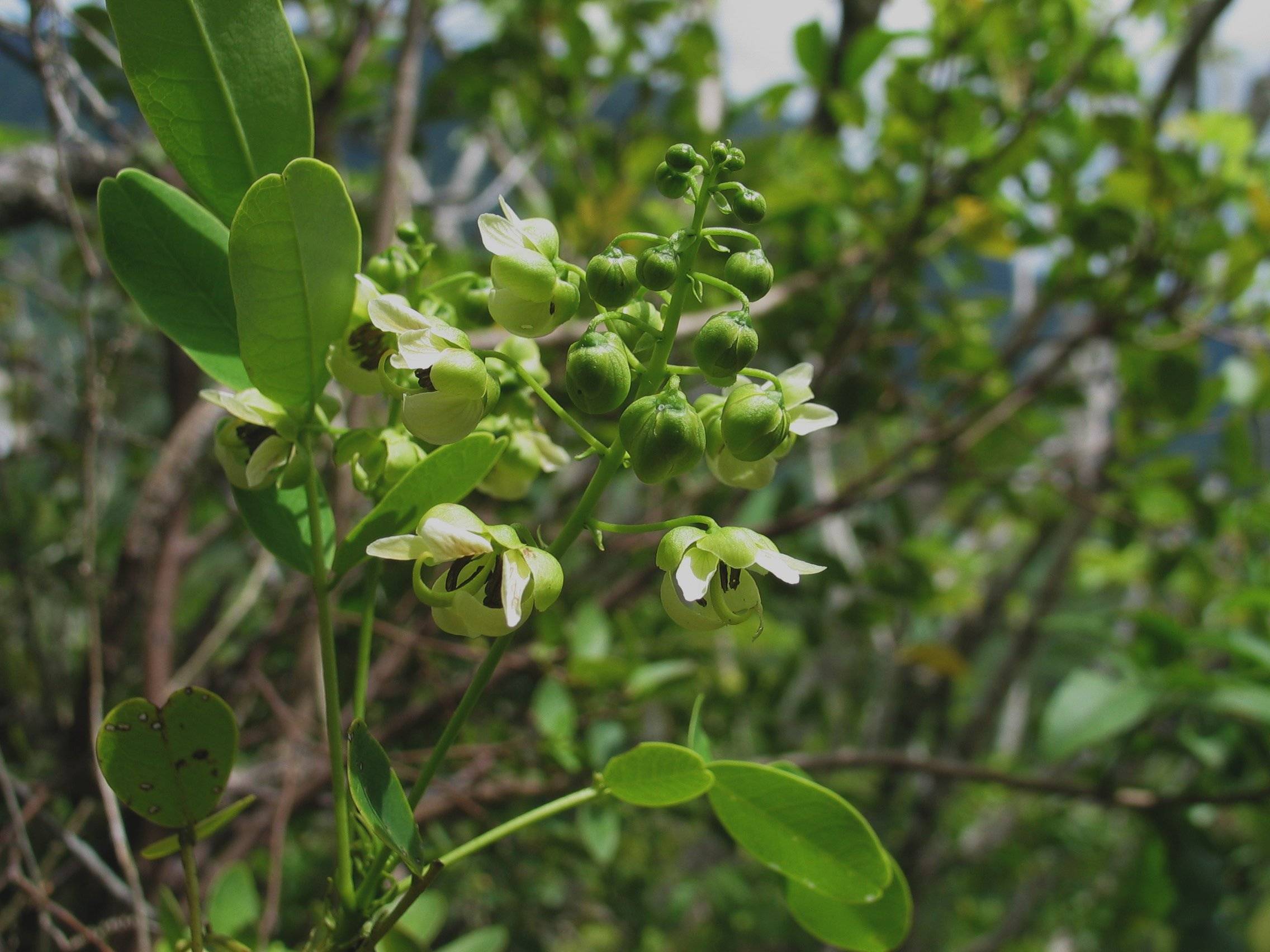
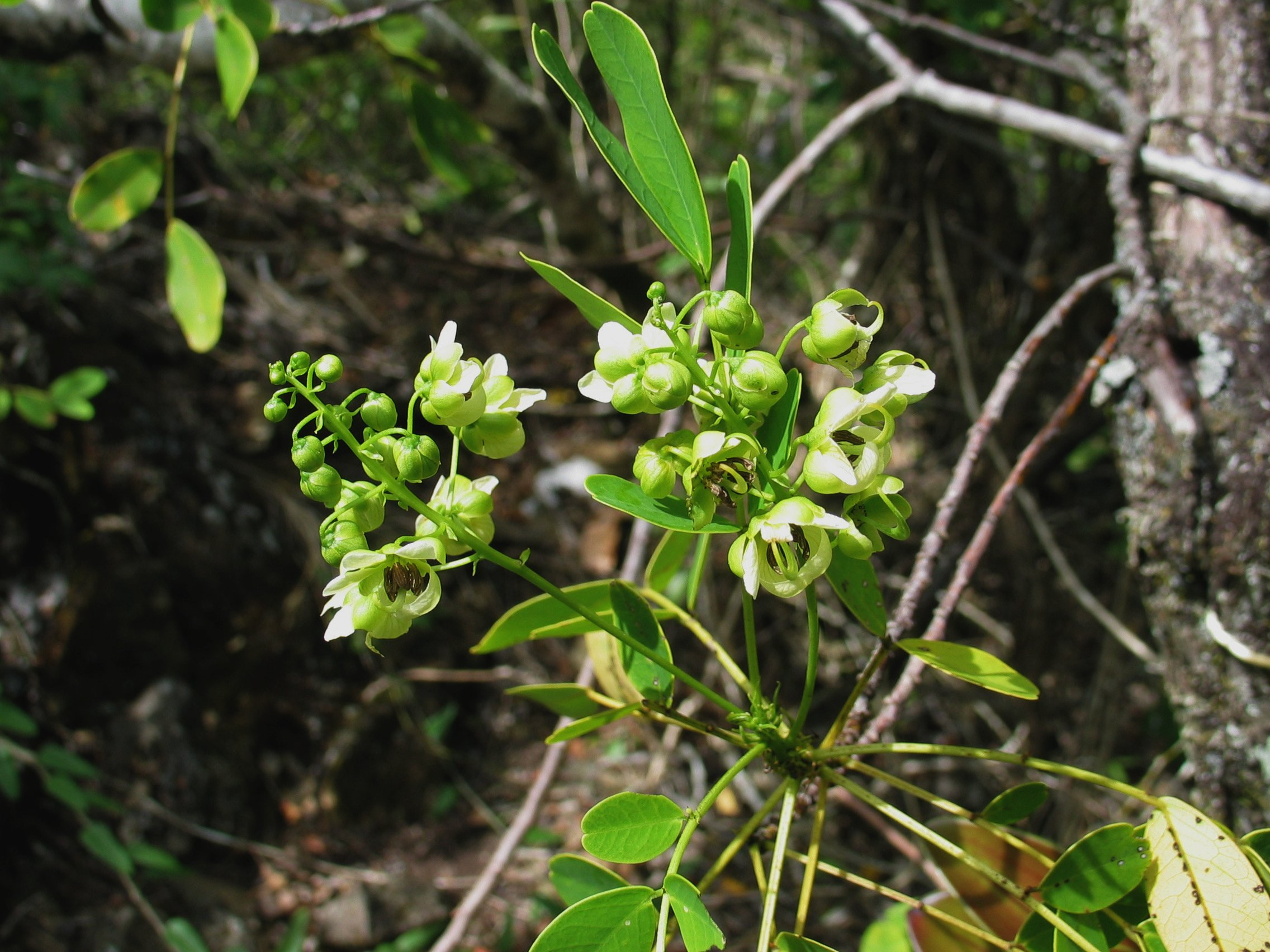
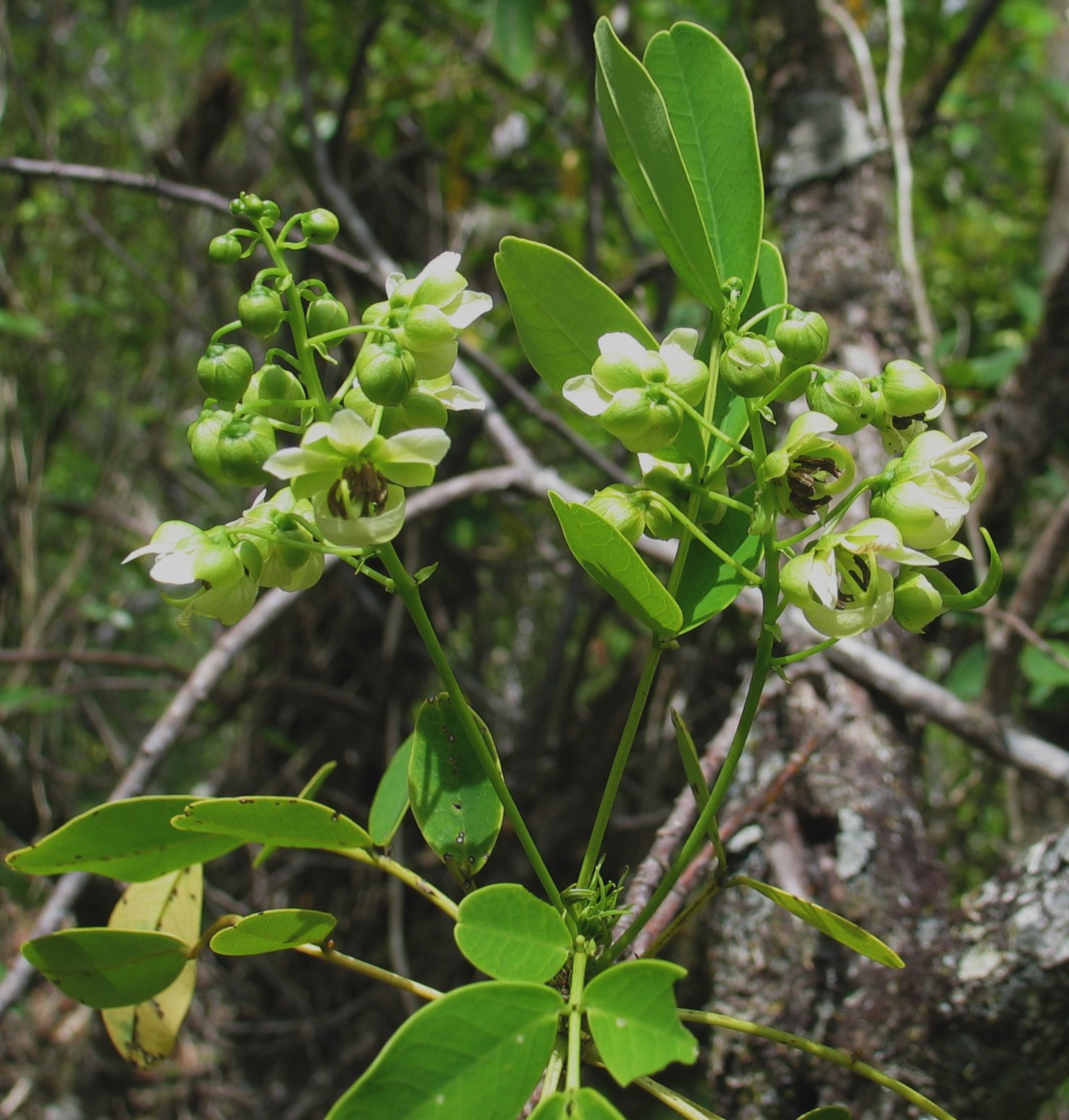